# Racingspel
Racingspel, racerspel, bilspel, är en typ av datorspel som simulerar kappkörning med bil, motorcykel, båt eller liknande farkoster. De flesta racingspels handling utgörs verkligen av en racertävling, men det finns andra teman, som att vara polis eller kriminell.
En ny trend är kombinationen av racingspel och tredjepersonskjutare, som i Grand Theft Auto III och Mafia.

## Berömda titlar i genren
- Mario Kart
- Live for Speed
- Spy Hunter
- Out Run
- Hang-On
- Grand Theft Auto
- Need for Speed
- Burnout
- Motorstorm
- Gran Turismo